# Гай Сервилий Каска (трубун)
Гай Сервилий Каска (на латински: Publius Servilius Casca) е политик на Римската република от 3 век пр.н.е. по време на Втората пуническа война. Произлиза от плебейската фамилия Сервилии, клон Каска.
През 212 пр.н.е. той e народен трибун. Колегите му братята Спурий Карвилий и Луций Карвилий са в опозиция на Марк Постумий Пиргенсис, който е роднина на Каска. Консули тази година са Апий Клавдий Пулхер и Квинт Фулвий Флак.